# Ahmet Çalık
Ahmet Yılmaz Çalık (Ankara, 26 febbraio 1994 – Gölbaşi, 11 gennaio 2022) è stato un calciatore turco, di ruolo difensore.
Veniva considerato uno tra i migliori talenti del campionato turco.

## Biografia
Nacque ad Ankara, il padre (un produttore di lime) era originario della città di Gümüşhane; mentre la madre di Isparta. Aveva due fratelli nati rispettivamente nel 1989 e nel 2005.
È morto la mattina dell'11 gennaio 2022, all'età di 27 anni, a causa di un incidente stradale. Il suo corpo fu sepolto lo stesso giorno nel cimitero di famiglia ad Elmadağ dopo la preghiera pomeridiana presso la moschea di Sungur.

## Caratteristiche tecniche
Difensore centrale, poteva giocare anche da terzino destro.

## Carriera

### Squadre di club
Nato ad Ankara, crebbe nelle giovanili della squadra locale del Gençlerbirliği con la quale esordì in Süper Lig nel 2013. Nel gennaio del 2017 fu ceduto al Galatasaray

### Nazionale
Venne convocato per gli Europei 2016 in Francia.

## Statistiche

### Cronologia presenze e reti in nazionale
| Cronologia completa delle presenze e delle reti in nazionale ― Turchia | Cronologia completa delle presenze e delle reti in nazionale ― Turchia | Cronologia completa delle presenze e delle reti in nazionale ― Turchia | Cronologia completa delle presenze e delle reti in nazionale ― Turchia | Cronologia completa delle presenze e delle reti in nazionale ― Turchia | Cronologia completa delle presenze e delle reti in nazionale ― Turchia | Cronologia completa delle presenze e delle reti in nazionale ― Turchia | Cronologia completa delle presenze e delle reti in nazionale ― Turchia |
| Data                                                                   | Città                                                                  | In casa                                                                | Risultato                                                              | Ospiti                                                                 | Competizione                                                           | Reti                                                                   | Note                                                                   |
| ---------------------------------------------------------------------- | ---------------------------------------------------------------------- | ---------------------------------------------------------------------- | ---------------------------------------------------------------------- | ---------------------------------------------------------------------- | ---------------------------------------------------------------------- | ---------------------------------------------------------------------- | ---------------------------------------------------------------------- |
| 17-11-2015                                                             | Istanbul                                                               | Turchia                                                                | 3 – 0 tav                                                              | Grecia                                                                 | Amichevole                                                             | -                                                                      |                                                                        |
| 24-3-2016                                                              | Istanbul                                                               | Turchia                                                                | 2 – 1                                                                  | Svezia                                                                 | Amichevole                                                             | -                                                                      | 38’                                                                    |
| 29-3-2016                                                              | Vienna                                                                 | Austria                                                                | 1 – 2                                                                  | Turchia                                                                | Amichevole                                                             | -                                                                      |                                                                        |
| 29-5-2016                                                              | Adalia                                                                 | Turchia                                                                | 1 – 0                                                                  | Montenegro                                                             | Amichevole                                                             | -                                                                      |                                                                        |
| 31-8-2016                                                              | Adalia                                                                 | Turchia                                                                | 0 – 0                                                                  | Russia                                                                 | Amichevole                                                             | -                                                                      | 67’                                                                    |
| 5-9-2016                                                               | Zagabria                                                               | Croazia                                                                | 1 – 1                                                                  | Turchia                                                                | Qual. Mondiali 2018                                                    | -                                                                      | 54’                                                                    |
| 12-11-2016                                                             | Adalia                                                                 | Turchia                                                                | 2 – 0                                                                  | Kosovo                                                                 | Qual. Mondiali 2018                                                    | -                                                                      |                                                                        |
| 27-3-2017                                                              | Istanbul                                                               | Turchia                                                                | 3 – 1                                                                  | Moldavia                                                               | Amichevole                                                             | 1                                                                      |                                                                        |
| Totale                                                                 |                                                                        | Presenze                                                               | 8                                                                      |                                                                        | Reti                                                                   | 1                                                                      |                                                                        |

## Palmarès

### Club

#### Competizioni nazionali
- Campionato turco: 2

Galatasaray: 2017-2018, 2018-2019
- Coppa di Turchia: 1

Galatasaray: 2018-2019
- Supercoppa di Turchia: 1

Galatasaray: 2019